# Teneriffa spicata
Teneriffa spicata är en tvåvingeart som beskrevs av Becker 1908. Teneriffa spicata ingår i släktet Teneriffa och familjen styltflugor.
Artens utbredningsområde är Kanarieöarna. Inga underarter finns listade i Catalogue of Life.